# The Wife (film 1914 Pollard)
The Wife è un cortometraggio muto del 1914 diretto da Harry A. Pollard. Il regista, oltre a firmare il soggetto del film, prodotto dalla American Film Manufacturing Company, ne fu anche interprete insieme alla moglie Margarita Fischer e a Joe Harris, Adelaide Bronti, Kathie Fischer (nipote di Margarita).

## Produzione
Il film fu prodotto dalla Beauty (American Film Manufacturing Company).

## Distribuzione
Distribuito dalla Mutual, il film - un cortometraggio in una bobina - uscì nelle sale statunitensi l'11 febbraio 1914.